# Kinkdom
Albums de The Kinks
Kinda Kinks
(1965) The Kink Kontroversy
(1965)
Kinkdom est un album des Kinks sorti en 1965, uniquement aux États-Unis.
Comme Kinks-Size, cet album a été assemblé par le label américain du groupe, Reprise Records, à partir de diverses sources. A Well Respected Man, Such a Shame, Wait Till the Summer Comes Along et Don't You Fret sont tirées de l'EP Kwyet Kinks ; Naggin' Woman provient de l'album Kinda Kinks (elle en avait été écartée sur l'édition américaine) ; Louie Louie provient de l'EP Kinksize Session (elle apparaissait déjà sur Kinks-Size). Les autres titres proviennent de singles : See My Friends et sa face B Never Met a Girl Like You Before ; I Need You, face B du single Set Me Free ; et I'm Alright, face B de You Really Got Me.

## Titres
Toutes les chansons sont de Ray Davies, sauf mention contraire.

### Face 1
1. A Well Respected Man – 2:38
2. Such a Shame – 2:16
3. Wait Till the Summer Comes Along – 2:06
4. Naggin' Woman (Anderson, West) – 2:36
5. Never Met a Girl Like You Before – 2:05
6. See My Friends – 2:50

### Face 2
1. Who'll Be the Next in Line – 1:59
2. Don't You Fret – 2:42
3. I Need You – 3:30
4. It's Alright – 2:38
5. Louie Louie (Berry) – 2:55